# Te tamari no atua
Te tamari no atua (« Le fils de Dieu », en polynésien) est un tableau du peintre français Paul Gauguin réalisé en 1896. Cette huile sur toile est conservée à la Neue Pinakothek de Munich.

## Contexte de l’œuvre
Attiré depuis toujours par l'exotisme et les sociétés dites « primitives », Paul Gaugin s'embarque en 1891 pour la Polynésie. Il y reste jusqu'en 1893. C'est lors de son second séjour (à partir de 1895) qu'il peint Te tamari no atua. Gauguin trouve à Tahiti son paradis terrestre : une colonie suffisamment éloignée d'une civilisation occidentale qui lui faisait horreur.

## Œuvre
Te tamari no atua est sans doute l'une des Nativités les plus surprenantes de l'histoire de la peinture : pas de Rois mages ni de Joseph, le divin enfant relégué à l'arrière-plan, et une Marie en pareo allongée sur son lit décoré, semblant épuisée par l'accouchement. Unique référence au sacré, l'auréole jaune autour de la tête de l'enfant.
Le modèle est une adolescente de 14 ans, maîtresse du peintre alors âgé de 48 ans. Attendant un enfant qui devait venir au monde aux alentours de Noël, elle lui a inspiré cette représentation iconoclaste de la naissance du Christ. Ce n'était pas la première fois que Gauguin, qui avait reçu une éducation religieuse, livrait « une réinterprétation radicale d'une image du christianisme » : huit ans plus tôt, il avait peint en Bretagne La Vision après le sermon, puis s'était représenté en Jésus à la veille de la crucifixion, ce qui avait entraîné sa rupture avec Van Gogh.